# Glosar de textile și pielărie
Acest glosar conține termeni din domeniul industriei textile și a pielăriei, îmbrăcămintei și încălțămintei.

## A
- abá - țesătură groasă de lână utilizată la confecționarea hainelor țărănești; sinonime regionale: dimie, pănură.
- abáca:

- bananier din Filipine (Musa textilis), din care se obțin fibre textile;
- fibră textilă obținută din pețiolurile frunzelor acestui bananier; cânepă de Manila.
- absorbție statică - absorbție de fluide de către materialele textile la presiunea atmosferică.
- aburire - expunere a unor materiale textile, lemnoase etc. sau a unor produse finite la acțiunea aburilor în vederea ameliorării unor însușiri, a ușurării prelucrării lor ulterioare etc.
- ac - mică ustensilă de oțel, subțire, ascuțită și lustruită, prevăzută cu un orificiu (ureche) prin care se trece un fir și care servește la cusut.
- ac de cusut - sculă lungă și subțire cu vârf ascuțit (numită și ac) folosită pentru cusut.
- ac de siguranță - ac prevăzut cu o închizătoare care îi acoperă vârful, pentru a evita înțepătura sau pentru a împiedica desprinderea din locul unde este înfipt.
- afinare - subțiere a firelor textile pentru a deveni mai fine.
- afinitate - proprietate a unui material textil de a se vopsi cu un anumit colorant.
- aglutinant - substanță vâscoasă preparată din amidon, dextrină, gumă și albumină, care se adaugă în pasta de imprimat, pentru fixarea culorilor în desenul de pe țesătură.
- agrafă - vezi clamă.
- ajur:

- broderie artistică pe pânză, constând în spații rărite obținute prin scoaterea unor fire din urzeală sau din bătătură;
- defect care constă în rărituri de-a lungul unei țesături, produse în timpul țesutului;
- tricou cu găurele obținute în timpul tricotării.
- alagea -  (termen învechit) stofă vărgată, țesută din fire de in și de mătase.
- albăstreală - substanță de culoare albastră-indigo, care are proprietatea de a descompune culoarea galbenă, utilizată în gospodărie și în industrie pentru a accentua albul rufelor, al unor obiecte etc; sineală.
- albăstrire -  clătire a rufelor spălate în apă amestecată cu albăstreală.
- albitorie - secție într-o întreprindere textilă în care se albesc produsele.
- alendelon - (termen familiar) tip de haină de piele îmblănită.
- alergător - (la războiul de țesut) dispozitiv pe care se pun mosoarele cu fire pentru urzeală.
- alginat - fibră textilă artificială confecționată pe bază de algină.
- algină - substanță mucilaginoasă extrasă din anumite alge marine și folosită pentru apretare în industria pielăriei.
- alizarină -  substanță colorantă, de culoare roșie, extrasă inițial din roiba, azi obținută sintetic, care servește la vopsitul lânii, bumbacului etc.
- alpaca - stofă fină confecționată din lâna animalului Vicugna pacos.
- ambrasă - cordon folosit pentru a ține strâns mijlocul unei perdele sau al unei draperii.
- americă - pânză de bumbac de calitate inferioară.
- amorfism - lipsă de orientare a complexelor macromoleculare din masa fibrelor textile.
- amortizor - piesă de piele care se leagă de cureaua brațului de lovire a suveicii pentru a-i amortiza intrarea în caseta din partea opusă.
- amuș - (regionalism) groapă cu apă și var în care tăbăcarul pune pieile pentru argăsit.
- andrea:

- fiecare dintre tijele lungi (de diferite grosimi), cu vârful ascuțit, cu care se împletesc obiecte de lână, de bumbac etc.;
- ac mare pentru cusut saci, saltele etc.
- andrele circulare -  două andrele legate între ele printr-un fir flexibil (din material plastic).
- anghină - vezi nanghin.
- anghinet - pânză mai fină decât anghina.
- anglie - numele unei stofe de calitate inferioară.
- animalizare - tratament chimic aplicat fibrelor textile vegetale pentru a le da proprietăți specifice fibrelor de natură animală sau pentru a le conferi afinitate față de coloranții specifici fibrelor animale cu care se amestecă.
- apret:

- substanță, preparat utilizat la tratarea țesăturilor și a fibrelor textile pentru a le face neșifonabile, impermeabile, ignifuge, mai pline, mai rigide, mai lucioase etc; scrobeală;
- substanță specială care se aplică, în timpul finisării, pe suprafața pieilor tăbăcite pentru a le da luciu și pentru a le proteja.
- apretură - totalitatea operațiilor (fierbere, înălbire, călcare, vopsire, imprimare etc.) la care este supus un produs textil sau din piele în vederea finisării.
- argăseală - amestec de substanțe (alaun, clorură de sodiu etc), folosit la argăsire.
- argăsire - vezi tăbăcire.
- argentin - pulbere de staniu folosit în imprimarea textilă și la fabricarea hârtiei.
- arici - panglică, bandă prevăzută cu țepi fini (pe o parte) care, fixată pe fiecare dintre marginile unui obiect de îmbrăcăminte, de încălțăminte, ale unui ambalaj etc, este folosită la închiderea acestora prin întrepătrundere cu o altă margine pufoasă.
- arnici - bumbac răsucit într-un singur fir și vopsit în diferite culori, întrebuințat la cusutul înfloriturilor pe cămăși, pe ștergare etc.
- armură - mod de împletire a firelor de urzeală cu firele de bătătură dintr-o țesătură.
- astar - pânză groasă care servea (mai ales) pentru căptușeală de haine sau pentru acoperit fața morților, pentru împodobit caii domnești, ca strecurătoare etc.
- astragaci - unealtă în formă de cazma folosită la întins talpa; instrument de lemn cu cârlig pentru întors cizmele pe față după ce au fost cusute.
- astrahan -  haină (de damă) confecționată din blana de miel Caracul.
- așternut - totalitatea obiectelor care servesc la pregătirea patului (sau a locului) pentru dormit; rufărie de pat.
- atlaz - țesătură lucioasă pe o singură față, mai groasă decât satinul, folosită mai ales pentru rochii de seară, pentru căptușeli, fețe de plapumă etc.
- ață - fir textil (de bumbac, de in, de cânepă etc.), subțire, lung și răsucit, folosit la cusut, la fabricarea țesăturilor, la legat etc.
- ațică:

- pânză de bumbac, rară și subțire, de culoare gălbuie;
- (regionalism) bumbac răsucit în două, din care se face urzeala pânzei.
- avivare -  acțiunea de a da o nuanță mai vie culorii țesăturilor sau pieilor colorate, prin tratarea lor cu soluții ale unor acizi organici sau ale unor săruri.
- azurare - albăstrire ușoară a unui produs textil pentru a îndepărta slaba colorație galbenă, în urma acțiunii luminii și a oxigenului din aer.

## B
- baghetă - ajur sau dungă ornamentală la ciorapi, pe partea exterioară a gleznelor.
- baieră:

- curea (subțire), sfoară etc. cusută sau atașată la un obiect pentru a-l putea transporta, atârna, strânge, închide etc.;
- șnur, ață etc. cu care se leagă, se strânge sau se încheie un obiect de vestimentație.
- balenă - lamelă flexibilă, fabricată din lamele cornoase de balenă, din oțel, din materiale plastice etc, folosită la confecționarea corsetelor, a umbrelelor, la fixarea gulerelor cămășilor etc.
- balonzaid:

- țesătură impermeabilă de bumbac, de mătase sau de material plastic;
- pardesiu de ploaie confecționat dintr-o astfel de țesătură; balon.
- banderolă - vezi bandă.
- bandă - fâșie (de stofă, de pânză, de hârtie etc.) cu care se înfășoară se leagă sau se ține strâns ceva sau cu care se mărginește, ca ornament, un articol de îmbrăcăminte; sinonime: bantă, banderolă.
- bandou:

- panglică legată în jurul capului sau al frunții;
- șuviță de păr.
- bantă - bandă; fâșie de pânză cusută pe marginea gulerului și a mânecilor cămășilor.
- barată - tobă metalică, cu perete dublu pentru răcire, fixată la dispozitivul în care se tratează celuloza pentru obținerea fibrelor de viscoză.
- barbetă - piesă de îmbrăcăminte feminină care acoperă capul, confecționată din dantelă neagră, ale cărei capete se înnoadă sub bărbie și se lasă să atârne pe piept.
- baretar - muncitor specializat în implantarea àcelor pe barete.
- baretă:

- bentiță de piele, de pânză etc. cu care se încheie un pantof; vezi și șiret;
- inel plat de metal, cu formă și culoare anume stabilite, care servește la fixarea și susținerea unei decorații sau a unei medalii și purtând o mențiune onorifică sau care se poate purta în locul însemnului decorației; panglica unei decorații;
- pânză cauciucată pe care se implantează ace pentru pieptănatul fibrelor textile;
- bonetă pătrată.
- barhet - țesătură de bumbac (cu desene), flanelată pe o față sau pe ambele fețe.
- basc:

- parte a unei jachete (sau fuste) care, pornind din talie, acoperă șoldurile.
- vezi bască.
- bască - beretă cu marginile îndoite înăuntru.
- bascheți - încălțăminte de sport asemănătoare unor ghete de pânză, cu talpa groasă.
- basma -  bucată de pânză, de mătase etc. (colorată), pătrată sau triunghiulară, folosită de femei pentru a-și înveli capul, spre a lega sau a duce ceva în ea, ca batistă etc.; altă denumire: batic.
- bataj - operație de lovire repetată cu bătătoarea a masei de material fibros desfăcut în prealabil în procesul filării. 2 Utilaj cu ajutorul căruia se execută această operație.
- batic:

- vezi basma;
- țesătură subțire imprimată în culori (după o metodă originară din insula Java).
- batir - fir de bumbac răsucit ușor, mai gros decît ața de cusut, care este folosit la însăilat.
- batist -  țesătură albă, foarte subțire, din fire de bumbac sau de in.
- batistă - bucată mică pătrată de pânză sau de mătase, tivită pe margini, folosită pentru șters nasul, fața, mâinile etc.
- bavă - parte a peretelui unei gogoși de mătase din care se extrage mătasea superioară.
- bavetă:

-  șervet de pânză, de plastic etc. care se prinde sub bărbia copiilor mici, în timpul mesei; (fam.) bărbiță;
- partea de sus a unui șorț.
- bazon - bucată de stofă, de pânză sau de piele, aplicată mai ales pe partea din spate a pantalonilor, a chiloților, pentru a-i cârpi sau întări.
- bălțat - (despre haine, stofe etc) care are multe culori (țipătoare); care este colorat fără gust.
- bătătură - firele care se introduc cu suveica prin rostul urzelii pentru a obține țesătura.
- bemberg:

- țesătură de mătase artificială, folosită pentru lenjerie;
- fir de mătase artificială din care se face această țesătură.
- bendel - bucată de corn pe care cizmarul, cînd taie marginea tălpii. pune între talpă și piele pentru a nu tăia pielea.
- benzopurpurină - substanță roșie, unul dintre cei mai importanți coloranți pentru bumbac.
- beretă - șapcă moale, fără cozoroc, pe care o poartă mai ales marinarii; ext. bască.
- bermudă - șort până la genunchi.
- bertă - broboadă mare de lână cu ciucuri, purtată de femei pe cap sau pe umeri.
- bezer - încrețitură la gulerul cămășilor bărbătești.
- biber - blană de castor; haină confecționată dintr-o astfel de blană.
- biberet - blăniță de culoare maro-roșcată imitând blana de biber, obținută prin sacrificarea mieilor Carnabat;

- pluș de culoare gri sau maro, din lână sau din fibre sintetice, cu tușeu moale, folosit pentru gulere, căciuli etc.
- bibiluri - dantelă lucrată cu acul sau cusătură cu colțișori (aplicată la guler, la mâneci sau la poalele cămășii).
- bie, în ~ -  (în croitorie) fâșie de material textil tăiată oblic.
- bikini - costum de baie feminin alcătuit din două piese de dimensiuni foarte reduse.
- bimzuire - operație de polizare prin care se obțin piei cu suprafață catifelată și cu grosime uniformă.
- bizet - garnitură ornamentală de piele la încălțăminte.
- blacheu - piesă metalică sau de cauciuc, de formă semiovală, care se aplică pe vârful sau pe tocul tălpii încălțămintei, pentru a le proteja; altă denumire: placheu.
- blană:

- părul sau lâna care acoperă pielea unor animale;
- piele de animal cu păr cu tot, prelucrată pentru a fi folosită la confecționarea unor articole de îmbrăcăminte sau pentru decorarea încăperilor;
- haină îmblănită sau confecționată in întregime din blană.
- blană artificială (sau ecologică) - material textil care imită blana naturală.
- blazer:

- veston cu dungi colorate, purtat ca uniformă în unele colegii engleze;
- jachetă bărbătească din stofă, catifea etc. (cu buzunare aplicate); jachetă de damă, purtată la ocazii, peste rochie.
- blue jeans:

- pantaloni confecționați dintr-un material special, foarte rezistent, de obicei cu buzunare la spate, constituind un element de modă tinerească;
- tip de material textil.
- blugi- pantaloni de tipul blue jeans.
- bluză:

-  îmbrăcăminte (largă și) ușoară, asemănătoare cu o cămașă;
- haină ușoară de muncă purtată de lucrători deasupra altor haine.
- bluzon - obiect de îmbrăcăminte (de sport), larg și comod, pentru partea superioară a corpului.
- bocanc - gheată rezistentă, din piele, cu talpa groasă, pentru militari, sportivi etc.
- boccea - (regionalism) șal mare pe care îl purtau femeile pe spate.
- body - piesă de lenjerie intimă sau sportivă, care îmbracă partea superioară a corpului, încheindu-se între picioare.
- bolero - vestă scurtă până deasupra taliei (inițial în costumul național spaniol), cu sau fără mâneci, purtată peste cămașă sau peste bluză.
- bombeu - partea rigidă și bombată care formează vârful încălțămintei.
- bonetă:

- acoperământ de cap, confecționat din pânză sau din stofă, fără boruri sau cozoroc, purtat de femei și de copii;
- scufiță înnodată sub bărbie, purtată de femei, copii etc.
- tichie de pânză albă purtată de medici, laboranți, bucătari, cofetari etc.
- bor - margine circulară, ieșită în afară, care înconjoară calota unei pălării.
- borangic:

- fir depănat de pe gogoșile viermilor de mătase;
- țesătură făcută în industria casnică din acest fir.
- bordurare -  executare a operației de răsfrângere a marginilor unei țesături prin tragere și întindere.
- bordúră - fâșie, panglică sau cusătură la marginea unui obiect (textil).
- borselină - geantă bărbătească de dimensiuni mici.
- borsetă:

- geantă mică bărbătească pentru acte etc;
- geantă de damă în care sînt păstrate produsele cosmetice.
- botină - gheată înaltă (de damă sau de copil), încheiată cu butoni sau cu elastic; cizmuliță.
- box - piele de vițel prelucrată, din care se confecționează fețe de încălțăminte și diverse obiecte de marochinărie.
- boxeri:

- piesă vestimentară (de sport) purtată de bărbați, în formă de pantaloni scurți și largi, cu brâu elastic, care acoperă corpul de la talie până la genunchi;
- chiloți masculini în formă de pantaloni scurți.
- Bradford - sistem englezesc de clasificare a felurilor de lână, după calitate, în cifre care reprezintă numărul de sculuri obținute dintr-o livră de lână.
- brandenburg - șnur sau găitan care se coase, în rânduri paralele, pe pieptul unor haine, în dreptul butonierelor, ca podoabă; vezi și șiret.
- branț - bucată de material (piele, carton, plută etc), care se aplică în interiorul încălțămintei, peste talpa propriu-zisă.
- brasardă - fâșie din material (pânză, stofă, piele etc.), care se leagă în jurul brațului indicând calitatea unei persoane sau în semn de doliu, de protest etc.; banderolă.
- brasieră - obiect de lenjerie, de damă sau de copil, care acoperă sau susține pieptul.
- brănuire - îmbibare a unei piei tăbăcite cu grăsimi topite, făcând-o mai elastică, mai rezistentă și impermeabilă, pentru a fi folosită în scopuri tehnice.
- brâu - cingătoare lată (din lână colorată, din piele etc.) în portul popular țărănesc.
- breitschwanz - blană mătăsoasă de calitate superioară, obținută prin sacrificarea mielului Caracul prematur.
- bretea

- (la plural) bandă (din elastic, pânză, piele etc.) petrecută peste umăr, cu un sistem de prindere în față și în spate, care susține pantalonii;
- bandă (din pânză, mătase, panglică etc.) cu care sunt prevăzute unele obiecte de îmbrăcăminte spre a le susține pe umeri sau după gât.
- bridă - gaică prin care se petrece cordonul sau cu care se încheie o copcă.
- brizbiz - perdeluță care acoperă numai partea de jos a unei ferestre;

- (la plural) volănașe, dantele și alte accesorii vestimentare în ținuta femeilor.
- brizor - cilindru cu garnitură de sârmă de fierăstrău, adaptat la toba mare a cardelor din filatură, care este folosit la destrămarea ghemotoacelor.
- broboadă - basma mare (de lână), cu care femeile își acoperă capul sau pe care o poartă pe umeri; năframă.
- brocart - țesătură de mătase de calitate superioară, ornamentată cu desene din aceeași țesătură sau cu flori din fire de aur sau de argint.
- brodare - coasere a unui material textil cu mâna sau cu mașina.
- brodat - (despre materiale textile) care are cusut în relief ornamente cu mâna sau cu mașina; care este împodobit cu broderii.
- broderie:

- cusătură în relief, ce reprezintă flori sau alte ornamente, executată cu ajutorul acului pe un material textil, manual sau mecanic;
- artă a decorării (unei țesături) cu motive ornamentale cusute în relief.
- broșare - executare de ornamente pe o țesătură prin introducerea, în timpul țesutului, a unui fir colorat.
- broșă - bijuterie, prevăzută cu un ac, pe care femeile o poartă prinsă la rochie, la șal, pe haină etc.
- brunel - stofă de lână de culoare închisă, folosită la confecționarea încălțămintei.
- buclă - porțiune de fir textil, răsucită în timpul tricotării, în formă de buclă.
- buclé:

- țesătură de bumbac, de lână, de fibră sintetică etc., cu aspect buclat; sortiment dintr-o astfel de țesătură;
- care are firul ondulat cu mici excrescențe.
- bufant - (despre îmbrăcăminte sau despre părți ale ei etc.) care are croiala umflată, înfoiată; cu bufă.
- bufă - umflătură la mâneca unei haine, la pantaloni, cută, fald.
- buhur - țesătură de mătase, stofă de lână fină; cașmir; haină de damă.
- bulină - desen rotund, imprimat pe țesături.
- bumb - vezi nasture.
- bumbac:

- fibră textilă obținută, prin egrenare, de pe semințele acestei plantei Gossypium ("bumbac");
- fir răsucit de bumbac, întrebuințat la țesut sau la cusut;
- țesătură din fire de bumbac; lenjerie de pat din bumbac.
- bumbac mercerizat - fir sau țesătură de bumbac tratat cu diverse soluții spre a căpăta luciu; coton.
- bumbăcel - ață de bumbac mercerizat (întrebuințată pentru broderie).
- buret:

- fir de mătase naturală, gros și neregulat, obținut prin macerarea specială a unor gogoși rebutate;
- țesătură de mătase, pentru haine de vară, fabricată din acest fir; (prin extensie) țesătură de bumbac cu fir gros, neregulat și poros.
- burtieră - corset confecționat din material elastic sau din pânză tare, care strânge abdomenul și șoldurile.
- bustieră - element de vestimentație feminină alcătuit dintr-un corsaj foarte decoltat, fără mâneci sau bretele, care nu acoperă decât bustul, îmbrăcând pieptul.
- buș - (regionalism) ciorap gros de lână, lucrat de obicei cu un singur cârlig (de lemn).
- buton - mic obiect (mobil) din metal, sidef sau alte materiale cu care se încheie gulerele, manșetele etc.
- butonare (sau butonaj) - procedeu de apretare a țesăturilor de lână, prin care fibrele sunt aglomerate sub formă de bobițe pe una dintre suprafețe pentru a obține un anumit aspect.
- butonieră:

- tăietură mică într-o stofă, într-o pânză etc, ale cărei margini sunt bine întărite și tivite, la haine sau lenjerie, în care se încheie un nasture (sinonim: cheotoare);
- mică tăietură la reverul unei haine bărbătești; parte a reverului unei haine unde se pune o floare, o insignă etc.
- buzunar - accesoriu la haine, la rochii etc, în formă de pungă cusută în partea interioară ori exterioară a acestora, în care se țin lucruri mărunte.

## C
- cacom - vezi hermină.
- cadraj - operație de așezare a culorilor care urmează să fie imprimate pe o țesătură.
- cadrilat - (despre țesături, haine) cu desene rezultate din linii care se întretaie în formă de pătrate sau romburi (de culori diferite).
- cagulă - tip de glugă care acoperă tot capul (cu deschizături în dreptul ochilor).
- caier - mănunchi de lână, de in, de cânepă sau de borangic, care se pune în furcă pentru a fi tors manual.
- calaican - sulfat de fier divalent, sub formă de cristale albastre-verzi, monoclinice, solubil în apă, care este utilizat la vopsitul țesăturilor.
- calandrare - trecere a unui material textil printr-un calandru în vederea subțierii, aplatizării, netezirii etc. acestuia; presare cu calandrul.
- calandru - mașină cu mai mulți cilindri metalici, rotitori, folosită pentru finisarea sau apretarea țesăturilor prin presare la cald.
- calapod - piesă de lemn în forma (labei) piciorului, pe care se întinde pielea când se confecționează încălțămintea sau care se pune în încălțăminte pentru a o împiedica să se deformeze.
- cal de cizmărie - instrument care servește la repararea pantofilor.
- calemcheriu - (termen învechit) stofă fină, din care se făceau anterie și turbane.
- calotă - partea de deasupra a unei pălării, care acoperă capul și este mărginită de boruri; tichie care acoperă creștetul capului.
- camelot - stofă groasă din lână sau din păr de capră, de cămilă etc.
- camgarn:

- lână cu păr lung, care capătă, după pieptănare, o uniformitate deosebită.
- stofă de calitate superioară, din fire netede de lână, cu o țesătură specială.
- camizol - haină de casă scurtă, cu mâneci, pe care o purtau femeile.
- camp -  abordare exagerată și ironică a modei vestimentare, care tinde să ignore limitele normale ale bunului gust și să joace cu convențiile culturale; se caracterizează prin utilizarea de imprimeuri îndrăznețe și colorate, textúri strălucitoare și excesive, forme inedite și supradimensionate, precum și o abordare ironică a simbolurilor și iconografiilor modei.
- canadiană - haină de vânt scurtă (cu glugă), confecționată dintr-o țesătură deasă, de obicei impermeabilă.
- canaf - vezi ciucure.
- canafás - pânză rară din fire de cânepă, foarte apretată, care se folosește la confecționarea hainelor, ca întărituri la piepți și, în legătorie, la cusutul cotoarelor de cărți.
- canap - (regionalism) sfoară (mai groasă) de cânepă
- canat - fiecare dintre părțile unei piei de animal tăiate în jumătate, de-a lungul liniei spinării.
- canava - țesătură foarte rară, din fire groase de bumbac, tari și duble, formând o împletitură de pătrate regulate, care este folosită la broderie și la tapiserie.
- canavață - (termen învechit) pânză groasă (de cânepă).
- cană - vas de formă cilindrică în care se depune banda de bumbac, de in sau de cânepă la laminoarele din filaturi.
- canetatoare - muncitoare textilistă, specializată în înfășurarea firelor pe canetă.
- canetă - țeava pe care se înfășoară firul de bătătură în suveică; formă de înfășurare a acestor fire.
- cange - fâșie de pănură, cu un cârligel sau cu un ac îndoit la un capăt, cu care croitorul fixează lucrul (nemișcat) pe genunchi.
- canotieră - pălărie tare de paie, cu fundul și borurile drepte.
- canură - parte a lânii, cu fire mai scurte și mai fine, care rămâne în dinții pieptenului după dărăcit, folosită (ca bătătură) pentru țesături mai groase.
- capac - clin cu care se încheie pantalonii la spate.
- capamá - (termen învechit) haină de bumbac sau de mătase; costum complet.
- capă - pelerină (scurtă, cu glugă) de stofă, de blană etc, purtată de cavalerii Evului Mediu, astăzi de călugări, de femei (peste toaleta de seară) etc.
- capelă - șapcă de postav cu cozoroc moale, purtată de militari; pălărie (de damă).
- capelină - pălărie de damă cu boruri foarte largi.
- capișon - glugă (de lână tricotată sau confecționată din stofă groasă) cu unul sau două colțuri, care atârnă pe spate și care se poate ridica pentru a proteja capul de intemperii.
- capitonare (sau capitonaj) - căptușire a scheletului unei mobile cu lână, câlți, iarbă de mare, material plastic înainte de a fi tapisată.
- capoc - fibră vegetală, asemănătoare cu lâna, obținută din fructul capochierului, care este utilizată la confecționarea centurilor de salvare, la umplerea pernelor, a saltelelor etc. (scris și kapok).
- capot - îmbrăcăminte femeiască de casă, de obicei lungă pînă la călcâie.
- capron - fibră textilă sintetică, poliamidică, cu rezistență și elasticitate foarte mari, obținută prin polimerizarea caprolactamei.
- capsă:

- dispozitiv de metal alcătuit din două discuri mici care se îmbucă, servind la încheierea unor obiecte de îmbrăcăminte etc.;
- inel metalic cu care se întărește o butonieră, prin care se trece un șiret, în scopul de a încheia diferite obiecte de îmbrăcăminte, de încălțăminte etc.
- caracul:

- blană de miel de rasa Caracul, din care se confecționează obiecte scumpe de îmbrăcăminte;
- obiect de îmbrăcăminte confecționat din această blăniță.
- caraculac - obiect de îmbrăcăminte confecționat din blană de pisică sălbatică.
- caravani - (termen învechit) pantaloni largi la talie și strâmți de la genunchi în jos, strânși la glezne cu nasturi sau cu copci.
- carâmb - parte superioară a cizmei care îmbracă piciorul în regiunea gleznei și a pulpei până sub genunchi.
- carbonizarea lânii - înlăturare a impurităților vegetale pe care le conține lâna, prin tratarea acesteia cu soluție diluată de acid sulfuric, urmată de cardare, neutralizare și uscare.
- cardare - prelucrare la cardă a unui material textil; destrămare, scărmănare, dărăcire a acestuia.
- cardă - mașină folosită pentru dărăcirea (și prelucrarea) mecanizată a unui material textil.
- cardigan - jachetă bărbătească tricotată (de sport), cu mâneci largi, încheiată cu nasturi în mijlocul părții din față.
- cargan - fibră textilă proteică, obținută din cazeină.
- carmaniolă - vestă scurtă purtată în timpul Revoluției Franceze.
- carmelină - lână regenerată; vezi și vigonie.
- carou - pătrățel format din dungi de altă culoare decât fondul, imprimat pe (sau țesut în) unele stofe.
- carpetă - covor mic care se așterne pe podea sau pe perete.
- cartelă - bandă de carton perforată, care indică un anumit desen după care se țese o stofă.
- casă de modă - atelier (de lux) unde se confecționează la comandă obiecte de îmbrăcăminte.
- cască colonială - cască de plută, acoperită cu pânză, folosită de europeni în țările tropicale.
- caschetă - acoperământ pentru cap din cauciuc sau din material plastic, folosit pentru a feri părul de apă.
- casual wear - ținută neoficială, îmbrăcăminte de zi cu zi.
- casula - pelerină fără mâneci și cu o singură deschizătură pentru cap, folosită de preoții catolici.
- cașá - stofă din lână cu tușeu moale, vopsită în culori deschise.
- cașare - operație de aplicare pe țesături a unui strat de substanțe, care să le confere un tușeu moale, de piele.
- cașerare - fixare a unui strat de spumă poliuretanică între tricotul și căptușeala confecțiilor.
- cașmir - țesătură fină și moale confecționată din părul unei capre originare din Cașmir.
- cataramă - piesă din metal, os, material plastic etc., cu care se încheie o cingătoare, curea etc. sau care este folosită ca ornament.
- catifea - țesătură de mătase, lână, bumbac etc., care prezintă pe față fire dese, cu lungimea mai mică de un milimetru, perpendiculare pe suprafața țesăturii.
- cațaveică - (arhaism) haină țărănească scurtă (îmblănită), cu mâneci largi, purtată de femei; scurteică.
- cauciucare - impregnare, acoperire a unei țesături textile cu un strat de cauciuc.
- cazacă - bluză lungă, peste talie, cu mânecile largi și încheiată la gât într-o parte.
- cazaclie - căciulă ca a negustorilor cazaci, confecționată din blană neagră de miel, cu fundul de postav alb.
- căpeneag - (în trecut) haină lungă și largă care acoperă tot corpul; altă denumire: chepeneag.
- ceapraz:

- șnur, panglică sau ciucure (de mătase) cu care se împodobesc hainele (militare), draperiile, tapițeriile etc.; vezi și șiret;
- călcător la mașina de cusut.
- cearșaf (sau cearceaf) - obiect de rufărie pentru pat, confecționat din pânză, care se așterne peste saltea sau cu care se îmbracă plapuma.
- cefar - bucată de pânză prinsă de chipiu, la ceafă, pentru a o proteja de dogoarea soarelui.
- celafibră - fibră textilă artificială, pe bază de celuloză, puțin higroscopică, permeabilă pentru radiațiile ultraviolete și inflamabilă.
- celaperm - fibră textilă obținută pe cale chimică din celuloză de bumbac, care are aceleași proprietăți cu celofibra, dar cu un tușeu deosebit.
- celofibră - fibră textilă artificială, obținută din celuloză.
- celolână - fibră textilă artificială, obținută din viscoză, care este folosită ca înlocuitor al lânii.
- celosetă - fibră textilă artificială, obținută din viscoză.
- celta - fibră textilă, scurtă, celulozică, de tip viscoză, în care este înglobată o mare cantitate de aer și din care se fabrică țesături pentru îmbrăcăminte călduroasă.
- centimetru - panglică îngustă de mușama, de metal etc, lungă de un metru (sau mai mult), cu diviziuni zecimale, care servește la măsurat în croitorie, în magazine textile etc.
- centrifugare - stoarcerea și a uscarea rufelor cu centrifuga mașinii de spălat.
- centrifugă - dispozitiv pentru stoarcerea și uscarea rufelor în mașinile de spălat.
- centură:

- curea lată (de piele, de pânză etc), cu care se încinge talia;
- fâșie lată de pânză, de elastic, de material plastic etc, cu care se încinge abdomenul pentru a-l susține sau pentru a-l menține în poziție corectă.
- cenușar:

- atelier sau secție într-o tăbăcărie în care se execută operațiile premergătoare tăbăcirii;
- bazin folosit în tăbăcărie, cu o soluție specială de lapte de var, în care se introduc pieile crude pentru a le curăța de păr;
- soluție de lapte de var proaspăt sau alcalin, folosită pentru depilarea pieilor crude și îndepărtarea epidermei.
- cenușărit - (în tăbăcărie) operație de tratare a pieilor cu lapte de var și cu leșie de cenușă, pentru a le curăța de păr.
- cerc:

- fâșie de metal (prețios) sau de stofă, împodobită cu broderii sau cu pietre prețioase, pe care o poartă femeile pe cap; diademă;
- (~ de rochie) arc circular care susține crinolina.
- cerculeț - vezi nervură.
- ceruleină - colorant folosit la imprimarea pe stofe.
- chamois - piele de căprioară, de cerb sau de oaie, tăbăcită printr-un procedeu special și folosită pentru confecții sau ca filtru de benzină; altă scriere: șamoa.
- chappe - mătase naturală, extrasă din gogoși cu defecte, care este folosită, sub formă de fire de bătătură, la unele țesături, la fabricarea catifelei, a aței de cusut și de brodat, a șnururilor etc.
- charleston - croială specială de pantaloni.
- charmeuse - tricot din fire de mătase, cu fața foarte netedă, din care se confecționează articole de lenjerie.
- cheie - dantelă sau broderie de mână, făcută cu croșeta sau cu acul, cu care se unesc două părți la o îmbrăcăminte de pânză țărănească (ie, cămașă) sau la o rufă de casă (față de masă, pernă, ștergar).
- cheiță:

- cusătură (colorată) în zigzag, cu care se încheie marginile la o cămașă țărănească, întăritură la capătul unei tăieturi făcute într-o stofă, pentru a împiedica destrămarea materialului;
- cheotoare subțire din ață, care servește, în loc de butonieră, pentru a încheia nasturii sau copcile unei haine, ale unei rochii etc.
- chembrică - țesătură subțire din bumbac, vopsită într-o singură culoare și bine apretată, folosită ca pânză de legătorie, la confecționarea de rochii ușoare de vară, de perdele etc.
- chemisier - bluză femeiască având croială clasică, mâneci lungi și manșete.
- cheotoare:

- ochi de ață, de șiret, de stofă etc. la un obiect de îmbrăcăminte, prin care se trece nasturele pentru a încheia o haină;
- vezi butonieră.
- chepeneag - vezi căpeneag.
- cheratoză - produs al hidrolizei cheratinelor care se formează (în soluțiile de cenușărit) la prelucrarea pieilor și care trebuie îndepărtat înainte de tăbăcire.
- chilim:

- covor turcesc cu două fețe;
- pătură (înflorată) cu care se acoperă patul;
- broderie lucrată cu fire colorate de lână sau de mătase pe etamină sau pe canava.
- chiloți - articol de lenjerie sau de sport, care acoperă corpul de la talie până mai sus de genunchi (pe sub fustă, rochie, pantaloni).
- chimono - vezi kimono.
- chipiu - tip de șapcă (de uniformă) care are fundul rotund și tare și cozoroc.
- chitai - stofă de bumbac pentru căptușeală.
- cilindrare -  realizare a luciului pe o piele netedă tăbăcită.
- cingătoare - fâșie de pânză, de mătase, de piele etc. care servește cuiva la încins mijlocul; vezi și curea.
- cinz - stofă de bumbac imprimată pentru mobilă.
- cioareci - pantaloni țărănești strinși pe picior, făcuți din pănură sau dimie, adesea împodobiți cu găitane.
- ciorap - obiect de îmbrăcăminte care acoperă piciorul, confecționat din fire de bumbac, de lână, de mătase sau sintetice; vezi și șosetă.
- cipici - papuci (de casă) de lână împletită sau de stofă.
- ciucure - ornament făcut dintr-o împletitură sau dintr-un mănunchi de fire, cu care se împodobesc marginile unui covor, ale unei draperii, ale unui obiect de îmbrăcăminte etc.; sinonim: canaf.
- cizmuliță - vezi botină.
- clac - pălărie cu calota înaltă, cilindrică, care poate fi turtită și purtată sub braț.
- clamă - piesă de metal care se întrebuințează la prinderea buclelor părului la femei; sinonim: agrafă.
- clin - bucată (triunghiulară, trapezoidală etc.) de pânză sau de stofă, folosită în croitorie ca piesă componentă a unui obiect de îmbrăcăminte sau ca adaos pentru a lărgi o îmbrăcăminte.
- cloș - (croială) largă, în formă de clopot, cu firele țesăturii așezate oblic.
- clupă:

- echipament format din două plăci dreptunghiulare în care sunt fixate fuioarele de in sau cânepă pentru pieptănat la mașină;
- un fel de menghină în care se prinde marginea țesăturii prelucrate de mașina de lățit și egalizat.
- coadă - partea anterioară (prelungită sau care se târăște pe jos) a unor obiecte de îmbrăcăminte (mai ales a celor purtate de femei); trenă.
- coardă - firele care formează urzeala.
- coasă - instrument de tăbăcărie și cojocărie (în formă de cuțit), cu care se fățuiesc pieile argăsite.
- complet  - costum de haine; obiect de îmbrăcăminte compus din două (sau mai multe) piese asortate.
- confecție - obiect de îmbrăcăminte fabricat și livrat în serie sau în masă.
- copcă:

- sistem format din două piese metalice (un cârlig și un inel), folosit pentru prinderea a două părți ale unei confecții;
- nasturi de metal peste care se trece șiretul ghetelor.
- coton - vezi bumbac mercerizat.
- covor turcesc - tip de covor oriental, fabricat în Asia Mică.
- cravată - accesoriu al îmbrăcămintei (bărbătești), constând dintr-o fâșie îngustă de stofă, de mătase etc. care se înnoadă la gât și ale cărei capete sunt de obicei lăsate să atârne pe piept.
- croitor - persoană care confecționează, repară sau modifică îmbrăcămintea în mod profesional.
- croșetare - tehnica de realizare a materialelor textile cu ajutorul unor unelte metalice lungi cu o îndoitură la vârf, cu ajutorul cărora firele sunt împletite în șablonul materialului.; vezi și tricotare.
- curea - element de vestimentație, care reprezintă o bandă din piele, textilă sau formată din bucăți metalice, care servește la încins sau la ajustat îmbrăcămintea.
- cusătură:

- locul unde se îmbină, prin cusut, două bucăți de stofă, de pânză etc.; ața cu care s-a cusut;
- ornament brodat pe o pânză; model după care se coase.
- cusut - fixare, prindere între ele ale părților unei haine sau un petic, un nasture etc. la o haină, trecând prin ele un fir de ață cu ajutorul unui ac.
- cută:

- îndoitură (adâncă) într-un obiect de îmbrăcăminte; sinonime: încrețitură, pliu;
- urmă, dungă rămasă pe o țesătură, pe o hârtie etc, în locul unde au fost îndoite; vezi și bufă.

## D
- darac:

- unealtă de pieptănat și de scărmănat lâna, cânepa sau inul, formată dintr-un sistem de piepteni cu dinți mari de oțel, fixați pe un suport;
- mașină alcătuită din două piese cu suprafețe cilindrice concentrice și cu dinți în formă de cuie, folosită pentru scărmănatul lânii și al altor materiale textile.
- dărăcire - scărmănare sau curățare de impurități a lânei, inului etc. cu ajutorul daracului.
- dublet - îmbrăcăminte pentru bărbați, scurtă și ușor căptușită, de obicei cu nasturi pe partea anterioară, cu sau fără mâneci.
- dungă:

- muchie făcută cu fierul de călcat pe un material textil;
- linie pe un material textil, vizibilă pe un fond de altă culoare.

## E
- eșantion - vezi probă.

## F
- fald - vezi bufă.
- faldetta - vezi għonnella.
- falț:

- cuțit cu care tăbăcarii curăță pielea de carne;
- bucăți mici de piele ce rezultă la prelucrarea pieilor la mașina de fălțuit;
- clește special pentru tragerea pe calapod a fețelor de încălțăminte.
- fantă - tăietură practicată perpendicular într-o țesătură.
- filare - răsucire a fibrelor dintr-un material textil (bumbac, cânepă etc.) pentru a-l transforma în fire.
- feston - broderie (în formă de mici semicercuri) cu care se tivește marginea unui obiect de pânză.
- freză -  tip de guler plisat ce făcea parte din vestimentația aristocratică în secolele XVI-XVII.
- fus - unealtă tradițională (în formă de tijă subțire din lemn, os sau metal, care are un capăt o greutate de forma unui disc) folosită pentru tors fibre textile, precum lâna, inul sau bumbacul, transformându-le în fire utilizabile pentru țesut sau tricotat.

## G
- galet - piesă de la mașina de filat mătase artificială care întinde firul la ieșirea din baia de filare.
- garnitură - accesoriu care se pune la un obiect de vestimentație spre a-l împodobi sau a-l completa; vezi și set.
- găitan - vezi șiret.
- għonnella - formă de rochie și șal pentru femei, sau mantie cu glugă, specifică insulelor Malta și Gozo; altă denumire: faldetta.
- glugă - obiect de îmbrăcăminte în formă de pungă conică (atașat unui palton, unei canadiene etc.), care acoperă capul.

## H
- haină:

- îmbrăcăminte purtată peste lenjerie;
- îmbrăcăminte bărbătească cu mâneci, care se poartă pe sub pardesiu sau palton.
- hanorac - haină scurtă confecționată din pânză deasă, de obicei impermeabilă, și prevăzută cu glugă, folosită în anumite competiții sportive sau în excursii.
- hârșie - piele cu blană (neagră) de miel cu lâna măruntă și creață din care se fac căciuli și gulere.
- hermină - blana prelucrată sau haina făcută din blana animalului carnivor Mustela erminea; sinonim: cacom.
- hidrotrop - referitor la procedeul de fierbere a materiilor prime vegetale, în vederea obținerii de produse fibroase.

## I
- imprimare - transpunere pe o pânză a unor desene colorate.
- imprimeu - desen, ilustrație sau model care este aplicat pe suprafața unui material textil folosind diferite tehnici de imprimare.
- infiltrație - lipirea pe stofă a unor fire sau scame de altă culoare.
- intrare la apă - (mai ales despre țesături) a-și micșora dimensiunile după ce a fost băgat în apă.

## Î
- încălțător - vezi limbă.
- încrețitură - vezi cută.

## J
- jacard - dispozitiv din ace orizontale cu ochiuri, montat la războaiele de țesut mecanice, care produce țesături cu desene complicate;

- țesătură cu ajutorul acestui dispozitiv;
- tricot executat la mașină sau de mână care imită țesatura jacard.

## K
- kapok - vezi capoc.
- kimono (altă formă: chimono):

- haină lungă, asemănătoare unui halat, cu mânecile largi și lungi, petrecută în față și susținută de un cordon lat, care se poartă în Japonia;
- croială de haină femeiască, cu mânecile netăiate la umăr;
- haină femeiască (de casă) care are croială kimono.

## L
- laminor - mașină care subțiază și omogenizează fibrele textile.
- lanț - lucrătură simplă făcută cu croșeta, care constă dintr-un șir de ochiuri înlănțuite; cusătură decorativă făcută pe altițe.
- lenjerie intimă - termen care se referă la articole de îmbrăcăminte purtate direct pe piele, sub hainele exterioare, având atât funcții practice, cât și estetice; acestea includ piese precum chiloți, sutiene, maiouri, bustiere, boxeri, slipuri și body-uri.
- limbă:

- obiect de metal, de os, de material plastic etc. care înlesnește încălțarea pantofilor; încălțător;
- bucată de piele, de pânză etc. lungă și îngustă, care acoperă deschizătura încălțămintei în locul unde aceasta se încheie cu șiretul.
- lisare - operație de spălare și netezire prin întindere și uscare a unui material textil (de exemplu lâna pieptănată).

## M
- mantie:

- veșmânt asemănător cu o pelerină lungă și largă, care se purta peste celelalte haine;
- haină de postav lungă și largă, purtată mai ales de călugări, peste altă îmbrăcăminte.
- manșetă:

- garnitură de pânză, stofă, dantelă etc. aplicată la partea de jos a mânecii unei cămăși, a unei rochii, a unor pantaloni etc.;
- bandă răsfrântă sau aplicată la marginea de jos a pantalonilor;
- echipament de protecție pentru încheietura mâinilor, confecționat din piele, cauciuc etc.
- manșon - accesoriu de îmbrăcăminte femeiască în formă cilindrică, deschis la ambele capete, confecționat din blană sau din stofa vătuită și folosit pentru a apăra mâinile de frig.
- mașină de barhetat - mecanism de scămoșat țesăturile pentru barhet, finet etc.
- mașină de tricotat - mașină pentru efectuarea tricotajelor sau a tricoturilor.
- mânecă - parte a îmbrăcămintei care acoperă brațul (în întregime sau în parte).
- mostră - vezi probă.
- mușama - pânză impermeabilă prin lăcuire, cauciucare sau prin ceruire pe una dintre fețe, folosită în gospodărie, în ateliere etc. pentru protecție; obiect făcut dintr-o asemenea pânză.

## N
- nanghín (sau nanchin) -  țesătură de bumbac foarte deasă și rezistentă, folosită la confecționarea dosurilor de perne; sinonim: anghină.
- nervură - (de obicei la plural) cută foarte îngustă, cusută ca garnitură pe un obiect de îmbrăcăminte; cerculeț.

## O
- ochi (plural: ochiuri):

- buclă formată prin îndoirea unei sfori, a unei frânghii etc., petrecută cu un capăt prin îndoitură; laț;
- fiecare dintre golurile (simetrice) aflate între firele unei împletituri, ale unor țesături, ale unor plase etc.; golul împreună cu firele care îl mărginesc.
- oxigenare - albirea textilelor cu apă oxigenată.

## P
- pală - semifabricat în formă de bandă sau de panglică, obținut după ce fibrele textile au fost pieptănate și înfășurate în cruce pe bobine.
- pasaj - trecere a fibrelor textile etc. printre doi sau mai mulți cilindri metalici așezați în laminor la distanță reglabilă și care se rotesc în sens invers.
- patron - schiță pentru indicarea modului de legare a firelor și a ordinii operațiilor în industria textilă.
- pălărie - piesă vestimentară de acoperire a capului, alcătuită din coroană (partea de sus a pălăriei care acoperă partea superioară a capului), o bor (partea de jos a pălăriei care acoperă urechile și baza capului) și o margine (partea exterioară a coroanei care se extinde în jurul capului).

- pălărie tiroleză -  pălărie tradițională originară din Tirol, decorată cu o bandă colorată și cu un smoc de pene, situate lateral sau în partea superioară.

- pelerină:

- haină largă de lungimi variabile, fără mâneci, adesea cu glugă, care se poartă peste altă îmbrăcăminte;
- îmbrăcăminte femeiască în formă de guler mare, care acoperă umerii (și bustul) și care se poartă peste palton sau peste rochie.
- pielărie - atelier unde se prelucrează sau se vând piei sau obiecte confecționate din piele.
- piesă - fiecare dintre obiectele de îmbrăcăminte care fac parte dintr-un ansamblu vestimentar.
- placheu - vezi blacheu.
- pliu - cută la un obiect de îmbrăcăminte, făcută printr-o îndoitură adâncă a stofei și care permite o desfășurare în falduri largi.
- probă:

- încercare a unui obiect de îmbrăcăminte pentru a vedea dacă se potrivește;
- obiect dintr-o serie de obiecte identice sau cantitate mică dintr-un material care poate să servească la determinarea anumitor caracteristici ale obiectelor respective sau ale întregului material din care fac parte; eșantion, mostră.

## R
- ratieră - dispozitiv la războiul mecanic de țesut cu ajutorul căruia se ridică și se coboară ițele pentru formarea rostului.
- rând de haine - costum bărbătesc complet, alcătuit din pantaloni, sacou (și vestă).
- ring - mașină specială folosită în industria textilă pentru întinderea sau dublarea tortului, pentru răsucirea firului și înfășurarea lui pe țevi.
- roată de tors - unealtă veche, cu o roată acționată de o pedală sau de o manivelă și utilizată pentru toarcerea (răsucirea) lânii, cânepei sau inului, precum și a oricăror alte fibre, în vederea obținerii unui fir rezistent folosit într-o prelucrare ulterioară.
- rost - spațiu în formă de unghi, format la războiul de țesut între firele de urzeală ridicate de ițe și cele rămase jos, prin care se trece suveica cu firul de bătătură.
- rufă - articol textil care se poartă direct pe corp; piesă de lenjerie.
- rulare - rotunjire a reverului unei haine, o piesă din stofă etc.

## S
- S, torsionare/răsucire în ~ - sensul de torsionare, răsucire a unui fir în S; vezi și Z, torsionare/răsucire în ~.
- scrobeală - vezi apret.
- set - ansamblu de obiecte de îmbrăcăminte (în special pulover și jachetă) ale cărui piese sunt confecționate din același material; garnitură.
- sineală - vezi albăstreală.
- solz - stratul exterior pe care-l prezintă o secțiune transversală făcută într-o fibră de lână.
- stofă - țesătură de lână sau de fibre sintetice, mai groasă decât pânza, folosită pentru confecționarea îmbrăcămintei, pentru tapisarea mobilei etc.
- suveică:

- piesă la războiul de țesut, servind la introducerea firului de bătătura in rostul urzelii;
- organ al mașinii de cusut în care se introduce mosorul sau țeava cu ața ce vine dedesubt.

## Ș
- șamoa - vezi chamois.
- șiret:

- bentiță îngustă de bumbac, mătase etc., țesută tubular sau în fâșie, care, petrecută prin butoniere speciale, servește pentru a lega sau a strânge încălțămintea sau diferite obiecte de îmbrăcăminte;
- fâșie îngustă și groasă de țesătură sau de împletitură, folosită pentru întărirea unor cusături în croitorie sau pentru ornamentarea îmbrăcămintei;
- sfoară de bumbac (îmbrăcată în mătase colorată sau în fir) răsucită în două sau în trei și folosită mai ales ca ornament la îmbrăcăminte; alte denumiri: găitan, ceapraz, brandenburg, șnur; vezi și baretă.
- șnur - vezi șiret.
- șosetă - ciorap scurt, care acoperă piciorul până deasupra gleznei.
- ștrampi - dres, ciorapi cu chilot; accesoriu vestimentar cu rol de uniformizare a culorii pielii și care se poartă pe sub rochie sau fustă.

## T
- tăbăcire - prelucrare a pieilor și blănurile cu un amestec de substanțe, pentru a le face trainice, impermeabile, flexibile; sinonim: argăsire.
- terilen(ă) - fibră textilă poliesterică obținută din polimer sintetic.
- textură - aspectul sau structura suprafeței unui material textil, care este determinat de cum sunt interconectate firele de material în timpul țesăturii sau tricotării; poate fi vizuală sau tactilă, și poate varia în funcție de tipul de material, grosimea firelor, tipul de țesătură sau tricotaj și alte factori.
- tramă - fir de mătase, obținut prin răsucirea a cel puțin două fire care nu au mai fost răsucite și întrebuințat ca bătătură.
- trenă - vezi coadă.
- tren de laminare - dispozitiv al mașinilor din filatura de bumbac, care servește la descrețirea și paralelizarea fibrelor și la subțierea produselor intermediare de fabricație.
- tricot - țesătură făcută din fibre textile împletite în ochiuri.
- tricotare - metodă de confecționare a obiectelor de îmbrăcăminte prin împletirea în ochiuri a unor fire textile; vezi și croșetare; mașină de tricotat.
- tușă - clapă la ratieră.
- tușeu - senzație produsă de pipăirea cu mâna a unei țesături pentru a-i constata gradul de finețe.

## Ț
- țeavă - tub cilindric sau conic, folosit în întreprinderile textile ca suport pentru înfășurarea firelor.
- țesătură:

- produs textil obținut la războaiele de țesut prin încrucișarea în unghi drept a unor fire de urzeală și de bătătură; pânză, stofă sau alt obiect țesut din fire textile;
- reparație făcută la un obiect de îmbrăcăminte printr-o cusătură specială.
- țesut - încrucișare în unghi drept două sisteme de fire (de obicei în războiul de țesut, trecând cu suveica bătătura prin urzeală) pentru a obține o țesătură.

## U
- uniformă- îmbrăcăminte-tip, reglementară, confecționată de obicei din aceeași stofă și cu aceeași croială, purtată de membrii anumitor instituții (în special de militari și elevi).

## V
- văl -  bucată de pânză fină și transparentă cu care-și acoperă femeile capul.
- vestă - obiect de îmbrăcăminte scurt, fără mâneci și fără guler, purtat de bărbați sub haină și de femei peste bluză.
- vigonie:

- fir textil mătăsos obținut din lâna de vigonie (Vicunia);
- fir textil obținut dintr-un amestec de lână cu bumbac de bună calitate sau din bumbac pur; vezi și carmelină.
- viscoză - fibră textilă obținută din celuloză de lemn de conifere, de stuf etc., elastică, rezistentă și cu luciu mătăsos.

## Z
- Z, torsionare/răsucire în ~ - sensul de torsionare, răsucire a unui fir în Z; vezi și S, torsionare/răsucire în ~.